# Clara Roquet
Pour les articles homonymes, voir Roquet (homonymie).
Clara Roquet Autonell, née à Malla le 30 décembre 1988, est une scénariste et réalisatrice catalane.

## Biographie
Clara Roquet étudie la communication audiovisuelle à l'université Pompeu-Fabra à Barcelone. Elle obtient ensuite un Master of Fine Arts à l'université Columbia.
Elle commence sa carrière dans le cinéma en 2014 comme coscénariste du film 10.000 km de Carlos Marqués-Marcet. En 2015, elle réalise son premier court-métrage El Adiós. Elle travaille ensuite avec Jaime Rosales, Paula Ortiz, Isabel Coixet, Mounia Akl et Antonio Méndez Esparza.
En 2021, Clara Roquet réalise son premier long-métrage Libertad. Révélé à la 60e Semaine de la critique, durant le 74e Festival de Cannes, et nommé pour la Caméra d'or 2021, il remporte deux Goya et deux prix Gaudi. Elle se présente comme une figure marquante du nouveau cinéma catalan, empreint de féminisme.
En 2023, elle est l'autrice du film Creatura d'Elena Martin, présenté à la Quinzaine des cinéastes du Festival de Cannes.
En 2024, elle est la scénariste du film La Vierge rouge de Paula Ortiz, sélection officielle du festival international du film de Saint-Sébastien, basé sur le destin tragique d'Hildegart Rodríguez Carballeira, assassinée par sa mère Aurora en 1933 à Madrid.

## Filmographie

### Réalisatrice
- 2015 : El Adiós, court métrage
- 2017 : Good Girls (Les bones nenes), court métrage
- 2019 : Tijuana, série télévisée, 3 épisodes
- 2020 : Escenario 0, série télévisée, 1 épisode
- 2021 : Libertad[11], long métrage
- 2024 : Les Ombres du passé (Las largas sombras), mini-série télévisée

### Scénariste
- 2012 : Mateix Iloc, mateixa hora (court métrage) de Carlos Marqués-Marcet
- 2014 : 10.000 km de Carlos Marqués-Marcet
- 2015 : 
  - El adios (court métrage) d'elle-même
  - Agua en la boca (court métrage) de Francisca Alegria
- 2016 : 
  - Submarine (court métrage) de Mounia Akl
  - Les bones nenes (court métrage) d'elle-même
- 2018 : Petra de Jaime Rosales
- 2019 : Els dies que vindran de Carlos Marqués-Marcet
- 2020 : L'ofrena de Ventura Durall
- 2021 : 
  - Libertad[11] d'elle-même
  - Costa Brava, Lebanon de Mounia Akl
- 2023 : 
  - Creatura d'Elena Martin
  - Que nadie duerma d'Antonio Méndez Esparta
- 2024 : 
  - Galgos (série télévisée) de Félix Viscarret (es) et Nely Reguera (ca)
  - Les Ombres du passé (Las largas sombras) (mini-série télévisée) d'elle-même
  - La Vierge rouge de Paula Ortiz
  - Polvo serán de Carlos Marqués-Marcet

## Distinctions

### Récompenses
- BAFTA Student Film Award 2016 pour El Adiós[12]
- Festival Les Enfants Terribles de Huy 2016 : prix du meilleur court-métrage pour El Adiós (codécerné avec l'Union de la presse cinématographique belge)
- Goyas 2022 : Goya de la meilleure nouvelle réalisation pour Libertad
- Prix Gaudi 2022 : Gaudi du meilleur film en catalan et du meilleur scénario pour Libertad
- Festival international de films de femmes de Créteil 2022 : prix du jeune public pour Libertad[13]

### Sélections et nominations
- Festival de Cannes 2021 : en compétition pour le Grand Prix de la 60e Semaine de la Critique et pour la Caméra d'or pour Libertad
- Festival du cinéma méditerranéen de Montpellier 2021 : en compétition pour Libertad
- Prix Gaudí 2024 : nommée avec Elena Martín dans la catégorie meilleur scénario original pour Creatura
- Prix Feroz 2025 : nommée avec Eduard Sola dans la catégorie meilleur scénario pour La Vierge rouge[14]